# Stanislav Grof
Stanislav Grof, född 1 juli 1931 i Prag, är en tjeckisk psykiater, forskare, författare och internationell föreläsare bosatt i USA. Sedan 1994 är Grof professor i psykologi vid California Institute of Integral Studies i San Francisco, Kalifornien. Grof är en av pionjärerna inom forskningen kring psykedeliska droger för kliniskt bruk och inom området transpersonell psykologi.

## Biografi
Grof påbörjade sin forskningskarriär vid Karlsuniversitet i Prag[när?] med studier kring olika typer av psykedeliska droger som LSD, med syfte att utveckla nya metoder för behandling av olika typer av trauma, depression, alkoholism, drogmissbruk och psykisk störning.
I slutet av 1960-talet fortsatte Grof sin forskning kring dessa teman i USA, däribland vid Johns Hopkins-universitet i Baltimore och på ett flertal sjukhus, fram tills att forskning kring psykedeliska droger förbjöds på grund av att LSD-missbruk blivit vanligare i samhället. Med utgångspunkt från dessa erfarenheter började Grof forska på alternativa metoder för att behandla olika typer av trauma och genomförde mer tvärvetenskapliga studier kring det omedvetna, olika typer av transpersonala teman och betydelsen av födelse-ögonblicket och nära-döden-upplevelser.
I sin forskning har Grof samverkat med ett flertal renommerade forskare från olika fält, bland annat psykologi, psykoterapi, filosofi, historia, mytologi, fysik, kemi och biologi, och olika terapeuter, shamaner, teologer och spirituella ledare. som Albert Hofman , Joseph Campbell, Roberto Assagioli, Elisabeth Kübler Ross, Abraham Maslow, Erwin Laszlo, Joseph Chilton Pearce, Marie-Louise von Franz, Richard Tarnas, Karl Pribram, David Bohm, Ilya Prigogine, Fritjof Capra, Rupert Sheldrake, Andrew Weil, Jack Kornfield, Bede Griffiths, moder Teresa, Dalai lama , Krishnamurti och Swami Muktananda.
Han har även samarbetat med konstnärer, musiker, författare och skådespelare som Aliens skapare H.R. Giger, Alex Grey, Ken Wilber, och John Cleese.
Grof har tillsammans med sin fru Christina Grof utvecklat en terapiform som de kallar "holotropisk andning", som bygger på en meditativ andningsteknik i kombination med musik. Holotropisk andning används idag som alternativ terapi- och  utforskningsmetod för självinsikt.
Grof är även aktiv som föredragshållare. Bland annat besökte han 2017 Sverige.

## Författarskap och utmärkelser
Sedan år 1975 har Grof författat över 25 böcker kring flera teman, som kliniska studier av psykedeliska droger, psykiska kriser, drogmissbruk, alkoholism, medvetandet, födelsetrauman, döden, transpersonal psykologi, spiritualitet och holotropisk andning. Många av dessa böcker har översatts till flera olika språk, däribland svenska. Grof har även skrivit och medverkat i en mängd artiklar, intervjuer och videor och hållit föreläsningar och workshops kring dessa teman runt om i världen.
Grofs forskning har bemötts med både positiv och negativ kritik från akademien och samhället. Den 5 oktober 2007 erhöll Grof det tjeckiska priset "Vision 1997" från den forne tjeckiska presidenten Václav Havel för sina banbrytande insatser inom transpersonal psykologi och nya terapiformer, som har lagt grunden för en annan förståelse, tolerans och behandling av existentiella, psykiska kriser och trauma. 
Efter alla negativa erfarenheter kring missbruk av psykedeliska droger, har en försiktig omvärdering börjat ske kring den möjliga nyttan av psykedeliska drogers för lindring av depression och olika former av psykiska kriser. Grofs och andras forskning kring psykedeliska droger har därmed fått förnyad uppmärksamhet.
En kritik som lyfts mot Grofs forskning är hans syn på homosexualitet. Ett flertal böcker lyfter Grof exempel med homosexuella män och kvinnor där dessa beskrivs som avvikande och att deras - enligt Grofs - "problematiska" sexuella beteenden har "botats" genom MDMA-assisterad terapi.